# Тучковская улица
Тучко́вская у́лица — улица в районе Филёвский парк Западного административного округа города Москвы. Начинается и заканчивается у Багратионовского проезда. Длина — 0,45 км.
Названа 17 июля 1963 года в честь участников Отечественной войны 1812 года — четырёх братьев Тучковых. Расположена в районе улиц, названных именами героев Отечественной войны.